# Finnisches Nationaltheater

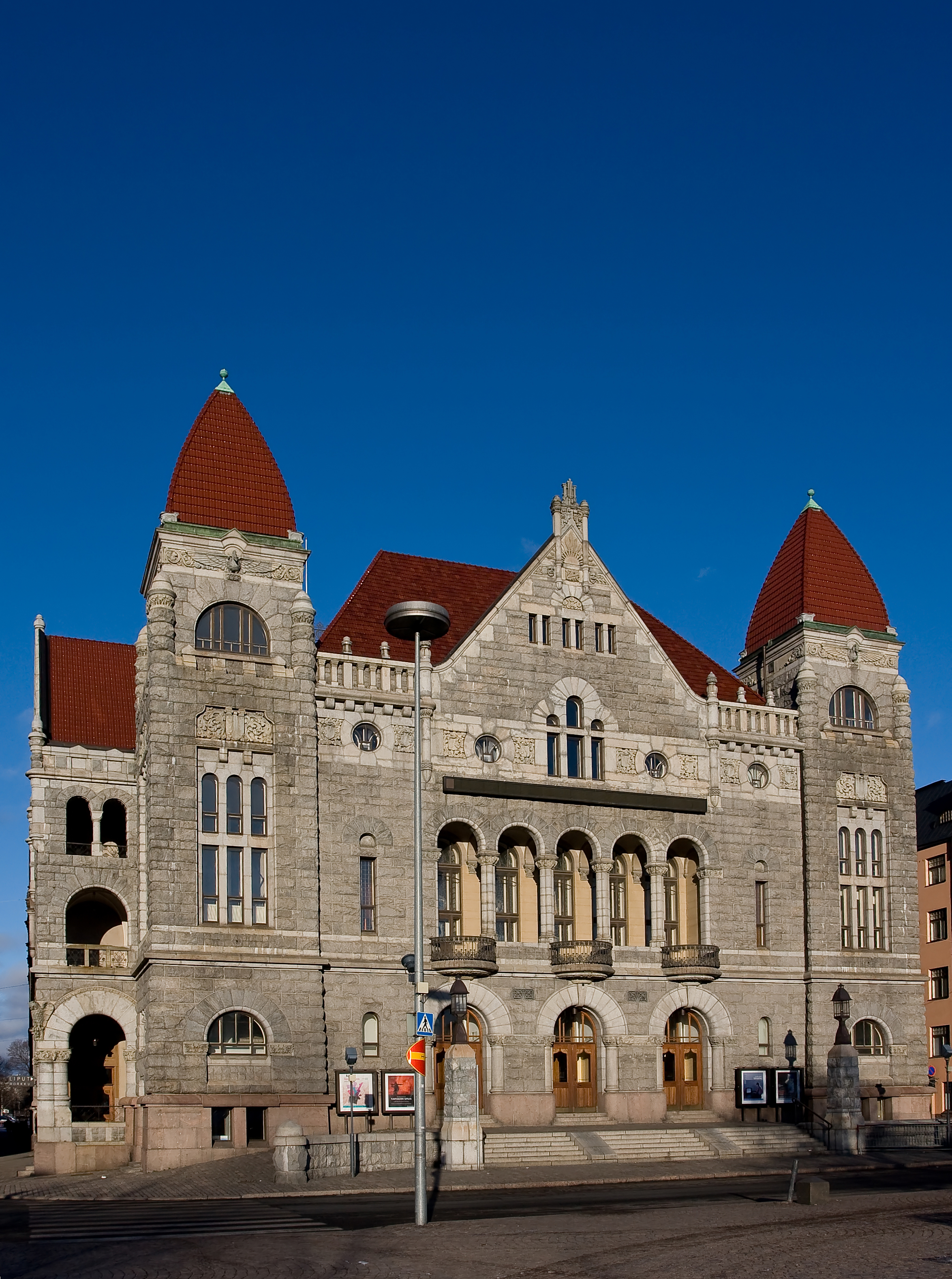
Das Gebäude des Finnischen Nationaltheaters

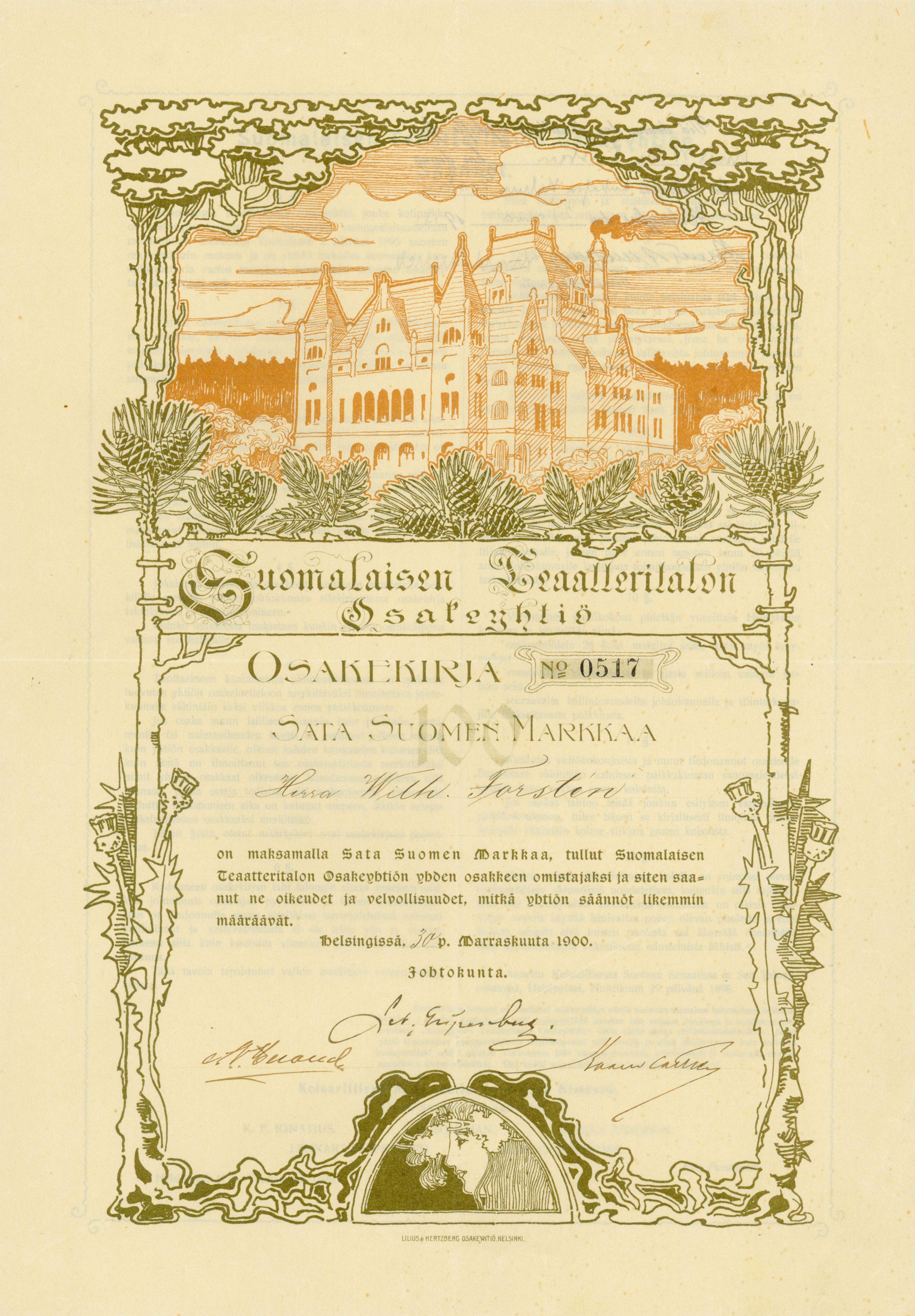
Namensaktie über 500 Finnische Mark des Finnischen Theaters vom 30. März 1900

Das Finnische Nationaltheater (finnisch: Suomen Kansallisteatteri) wurde am 13. Oktober 1872 in Pori gegründet und befindet sich heute im Zentrum Helsinkis nördlich des Hauptbahnhofs. Es ist das älteste Theater mit Aufführungen in finnischer Sprache. Bis 1902 hieß es Finnisches Theater und die Räumlichkeiten befanden sich in der Nähe des heutigen Parlamentsgebäudes in Helsinki; erst danach wurde es als Nationaltheater geführt.
Das Gebäude, welches das Finnische Nationaltheater beherbergt, wurde 1902 durch den Architekten Onni Tarjanne im Jugendstil erbaut und mehrfach vergrößert. Das Theater wird oft mit der Statue von Aleksis Kivi in Verbindung gebracht, die sich vor dem Gebäude befindet. Die große Bühne fasst 885 Plätze. Auf der Rückseite des repräsentativen Bauwerks befindet sich in einem quaderförmigen Neubau aus dem Jahr 1954 die kleine Bühne mit 309 Sitzplätzen. 1976 erfolgte ein weiterer Anbau einer kleinen Bühne „Willensauna“, die 152 Besuchern Platz bietet. In einem benachbarten Haus befindet sich seit 1987 die kleine Bühne „Omapohja“ mit variabler Bestuhlungsmöglichkeit für bis zu 78 Personen.